# Клејтон (Охајо)
Клејтон (енгл. Clayton) град је у америчкој савезној држави Охајо.

## Демографија
По попису из 2010. године број становника је 13.209, што је 138 (-1,0%) становника мање него 2000. године.
| Група             | 2000.          | 2010.          |
| Белци             | 11.553 (86,6%) | 10.010 (75,8%) |
| Афроамериканци    | 1.318 (9,9%)   | 2.482 (18,8%)  |
| Азијати           | 194 (1,5%)     | 182 (1,4%)     |
| Хиспаноамериканци | 120 (0,9%)     | 182 (1,4%)     |
| Укупно            | 13.347         | 13.209         |